# Ostřice rusá
Ostřice rusá neboli ostřice žlutá (Carex flava) je druh jednoděložné rostliny z čeledi šáchorovité (Cyperaceae). Druh je součástí složitého taxonomického komplexu Carex flava agg., kromě ostřice rusé se v ČR vyskytuje ještě ostřice šupinoplodá (Carex lepidocarpa), ostřice skloněná (Carex demissa), ostřice pozdní (Carex viridula) a ostřice krkonošská (Carex derelicta). Tento článek pojednává o ostřici rusé v užším pojetí (Carex flava s. str.)

## Popis
Jedná se o rostlinu dosahující výšky nejčastěji 20–80 cm. Je vytrvalá, žlutozelená, trsnatá, s krátkým oddenkem. Listy jsou střídavé, přisedlé, s listovými pochvami. Lodyha je hladká, asi stejně dlouhá jako listy, čepele jsou asi 3–5 mm široké, nažloutle zelené, drsné. Bazální pochvy jsou šedě nebo žlutavě hnědé, nerozpadavé. Ostřice rusá patří mezi různoklasé ostřice, nahoře jsou klásky samčí, dole samičí. Samčí vrcholový klásek je jen jeden, je přisedlý nebo jen krátce stopkatý. Samičích klásků je nejčastěji 2–4, víceméně shloučené nebo dolní je trochu oddálený, asi 10–12 mm široké. Dolní listen má krátkou pochvu a asi 2–3× delší než květenství. Okvětí chybí. V samčích květech jsou zpravidla 3 tyčinky. Blizny jsou většinou 3. Plodem je mošnička, která je asi 5–6,5 mm dlouhá, žilnatá, žlutavá. Na vrcholu je výrazný dvouklaný zobánek, který je lomený a směřuje víceméně dolů (nejvíce u spodních močniček) Každá mošnička je podepřená plevou, která je 3–4 mm dlouhá, žluto až červenohnědá, úzce bíle lemovaná V ČR kvete nejčastěji v květnu až v červnu. Počet chromozómů: 2n=58–62.

## Rozšíření ve světě
Ostřice rusá roste ve většině Evropy, vzácná je na jihu, přesahuje ostrůvkovitě do Asie, zřídka roste v severní Africe. Dále její areál sahá do Severní Ameriky, kde ji najdeme především v severnějších částech USA, na Aljašce a v Kanadě.

## Rozšíření v Česku
V ČR roste roztroušeně od nížin do hor. Najdeme ji na slatinných a rašelinných loukách, na prameništích a v příkopech u (často lesních) cest. Kromě typických populací najdeme nejčastěji v horách rostliny popisované jako Carex flava var. alpina Kneucker. Vyznačují se hlavně menšími rozměry všech částí. Někdy také byla popisována jako druh Carex flavella Kreczet. (ostřice žlutavá).